# Coctelería acrobática
La coctelería acrobática (en inglés flairtending o simplemente flair) es la modalidad acrobática de la coctelería. Muy extendida en Estados Unidos, rápidamente se está haciendo hueco en países como Italia, México y España, de donde salen bármanes cada vez más preparados y especializados en esta modalidad.

## Modalidades
En el flair existen dos modalidades fundamentales: el working flair (flair de trabajo) y el exhibition flair (flair de exhibición).
Working flair
El Working flair, es un flair rápido, ligero, que utiliza movimientos realistas que pueden ser realizados sin ralentizar el servicio al cliente. La mayor parte del working flair incluye vasos, una o dos botellas, cocteleras y frutas. El Working flair siempre se ejecuta en el proceso de elaboración de un cóctel o una bebida.
Exhibition flair
El Flair de Exhibición es practicado a modo de espectáculo y entretenimiento en bares o en competiciones y normalmente incluye rutinas de movimientos coreografiadas y de mayor duración. Generalmente, requiere una preparación especial. Es un estilo de flair que no se realiza en el día a día de un bar, puesto que ralentizaría el servicio, sin embargo, hay un número creciente de bares alrededor del mundo que preparan espectáculos de este tipo como parte de sus maniobras de entretenimiento. El Flair de Exhibición incluye trucos con 2, 3, 4, y 5 botellas (nunca con más de 60 ml de líquido, para favorecer el giro) y movimientos y rutinas que no son llevadas a cabo en el proceso de preparar bebidas.

## The Flair Bartenders Association (FBA)
La FBA, es la asociación de bármanes que se dedican al flair. Ubicada en Estados Unidos tiene adscritos a más de 10 000 bármanes en más de 100 países. La FBA durante el año programa diversos concursos, y actos relacionados con el flair.